# Chantez la vie, l'amour et la mort
Albums de Gilles Servat
Le Pouvoir des mots
(1976) L'Or et le Cuivre
(1979)
Chantez la vie, l'amour et la mort est le sixième album studio de Gilles Servat, paru en 1977 chez Kalondour. Ce 33 tours n’a jamais été réédité en CD. 

## Titres de l'album
1. Chantez La Vie, L'Amour Et La Mort (Gilles Servat) - 4:01
2. Complainte De L'Ile D'Yeu (Gilles Servat) - 2:41
3. Dépliant Touristique (Gilles Servat) - 3:20
4. Son Al Louarn Kounaret (Gilles Servat) - 2:09
5. Gwerz Ar Mengleuz (Gilles Servat) - 3:24
6. Madame La Colline (Gilles Servat) - 6:59
7. Mon Cœur Ne S'Habituera Jamais (Gilles Servat) - 4:16
8. Ken Pell Zo Da C'hortoz (Gilles Servat) - 2:13
9. Arbres (Gilles Servat) - 4:13
10. Ni aA Stourmo Gant (Gilles Servat) - 2:28
11. Gavotte Des Frontières Naturelles (Gilles Servat) - 7:51

## Musiciens
- Daniel Potet, claviers, psalterion
- Bernard Grosmolard, guitares, chœurs
- Bernard Renaudin, batterie chœurs
- Bertrand Chapron, percussion chœurs
- Francis Tétaud, violon